# Corixinae
Sous-famille
Les Corixinae (corises) sont une sous-famille d'insectes hétéroptères (punaises) strictement aquatiques de la famille des Corixidae. 

## Liste des genres
Selon ITIS (20 octobre 2013) :
- Arctocorisa Wallengren, 1894
- Callicorixa White, 1873
- Cenocorixa Hungerford, 1948
- Centrocorisa Lundblad, 1928
- Corisella Lundblad, 1928
- Corixa Geoffroy, 1762
- Dasycorixa Hungerford, 1948
- Glaenocorisa Thomson, 1869
- Graptocorixa Hungerford, 1930
- Hesperocorixa Kirkaldy, 1908
- Morphocorixa Jaczewski, 1931
- Neocorixa Hungerford, 1925
- Palmacorixa Abbott, 1912
- Pseudocorixa Jaczewski, 1931
- Ramphocorixa Abbott, 1912
- Sigara Fabricius, 1775
- Trichocorixa Kirkaldy, 1908

## Tribus et genres
Selon Fauna Europaea (29 octobre 2021) :
- Tribu Corixini
  - Arctocorisa
  - Callicorixa
  - Corixa
  - Heliocorisa
  - Hesperocorixa
  - Paracorixa
  - Parasigara
  - Sigara
  - Trichocorixa
- Tribu Glaenocorisini
  - Glaenocorisa